# Halis Özkahya
Halis Özkahya (født 30. maj 1980) er en tyrkisk fodbolddommer. Han har dømt internationalt under det internationale fodboldforbund FIFA siden 2009, hvor han er placeret i den europæiske dommergruppe. Han er indrangeret som kategori 3-dommer, der er det fjerde højeste niveau for internationale dommere.
Ved siden af den aktive dommerkarriere arbejder Özkahya som idrætslærer.

## Kampe med danske hold
- Den 15. juli 2010: Kvalifikation til Europa League: Gorica – Randers FC 0-3.
- Den 2. august 2011: Kvalifikation til Champions League: Shamrock Rovers – FC København 0-2.